# Velký Bor
Velký Bor (německy Groß Bor, v letech 1939–1945 Großheid) je obec v okrese Klatovy v Plzeňském kraji. Žije zde 571 obyvatel.
Velkým Borem vede silnice II/188, ze které zde odbočuje silnice II/174. Jižně od Velkého Boru a od Jetenovic vede železniční trať Plzeň – České Budějovice (v příslušném úseku dvojkolejná), na které jsou zřízeny zastávky Velký Bor (u přejezdu silnice II/188) a Jetenovice.

## Historie
První písemná zmínka o vesnici pochází z roku 1283. Městečko své názvy měnilo – Bor Křížovnický, Bor Větší, aby se odlišilo od svého protějšku, Malého Boru.

## Přírodní poměry
Vesnici ze severu a východu obtéká Březový potok.

## Obyvatelstvo
| Rok            | 1869  | 1880  | 1890  | 1900  | 1910  | 1921 | 1930 | 1950 | 1961 | 1970 | 1980 | 1991 | 2001 | 2011 | 2021 |
| -------------- | ----- | ----- | ----- | ----- | ----- | ---- | ---- | ---- | ---- | ---- | ---- | ---- | ---- | ---- | ---- |
| Počet obyvatel | 1 091 | 1 222 | 1 119 | 1 040 | 1 001 | 963  | 918  | 709  | 705  | 629  | 560  | 551  | 545  | 556  | 534  |
| Počet domů     | 144   | 179   | 172   | 179   | 182   | 182  | 188  | 188  | 177  | 173  | 160  | 193  | 199  | 214  | 220  |

## Obecní správa
Obec se skládá ze tří místních částí: Velký Bor, ležící v katastrálním území Velký Bor u Horažďovic, Jetenovice, ležící v katastrálním území Jetenovice a Slivonice, ležící v katastrálním území Slivonice, nesousedícím bezprostředně s předchozími dvěma.
Od 1. ledna 1976 do 31. prosince 1991 k obci patřily i Maňovice a od 1. července 1980 do 23. listopadu 1990 také Svéradice.

### Obecní symboly
Znak a vlajka byly obci uděleny rozhodnutím předsedy Poslanecké sněmovny Parlamentu České republiky dne 31. ledna 2002.

## Pamětihodnosti
V první třetině 14. století, patrně za pánů z Potštejna, byl na návrší vybudován hrad, dobytý a pobořený husity v roce 1420. Nebyl již nikdy obnoven, kamenné zdivo bylo zcela rozebráno, avšak hradní, později klášterní kostel zasvěcený svatému Burianovi zůstal zachován. Při něm byla v roce 1764 postavena mohutná budova špitálu, která se ve své hmotě dochovala dodnes. Kostel se stal jeho součástí a byl zasvěcen sv. Petru a Pavlovi. Po zrušení špitálu z něho vznikla škola, která sloužila až do roku 2001.
Na východním úpatí kopce stojí kostel svatého Jana Křtitele, původně románský (loď s půlkruhovými okénky na jižní straně), kolem roku 1300 raně goticky přestavěn, okolo roku 1500 sklenut křížovou klenbou. Barokní úpravy provedeny v 18. století. V sedmdesátých letech 20. století upraven do nynější podoby. Oltářní obraz od J. Schmidta z roku 1878, cenná je gotická socha Madony z pol. 15. století. Této Madoně byla zasvěcena dvanáctá kaple Svaté cesty z Prahy do Staré Boleslavi, která byla založena v letech 1674–1690.
V blízkosti farní budovy stál ještě v polovině 17. století rezidenční dvůr Elišky z Rýzmberka.
Východně od vesnice se nachází barokní kaplička svaté Anny se studánkou a u silnice do Jetenovic boží muka.

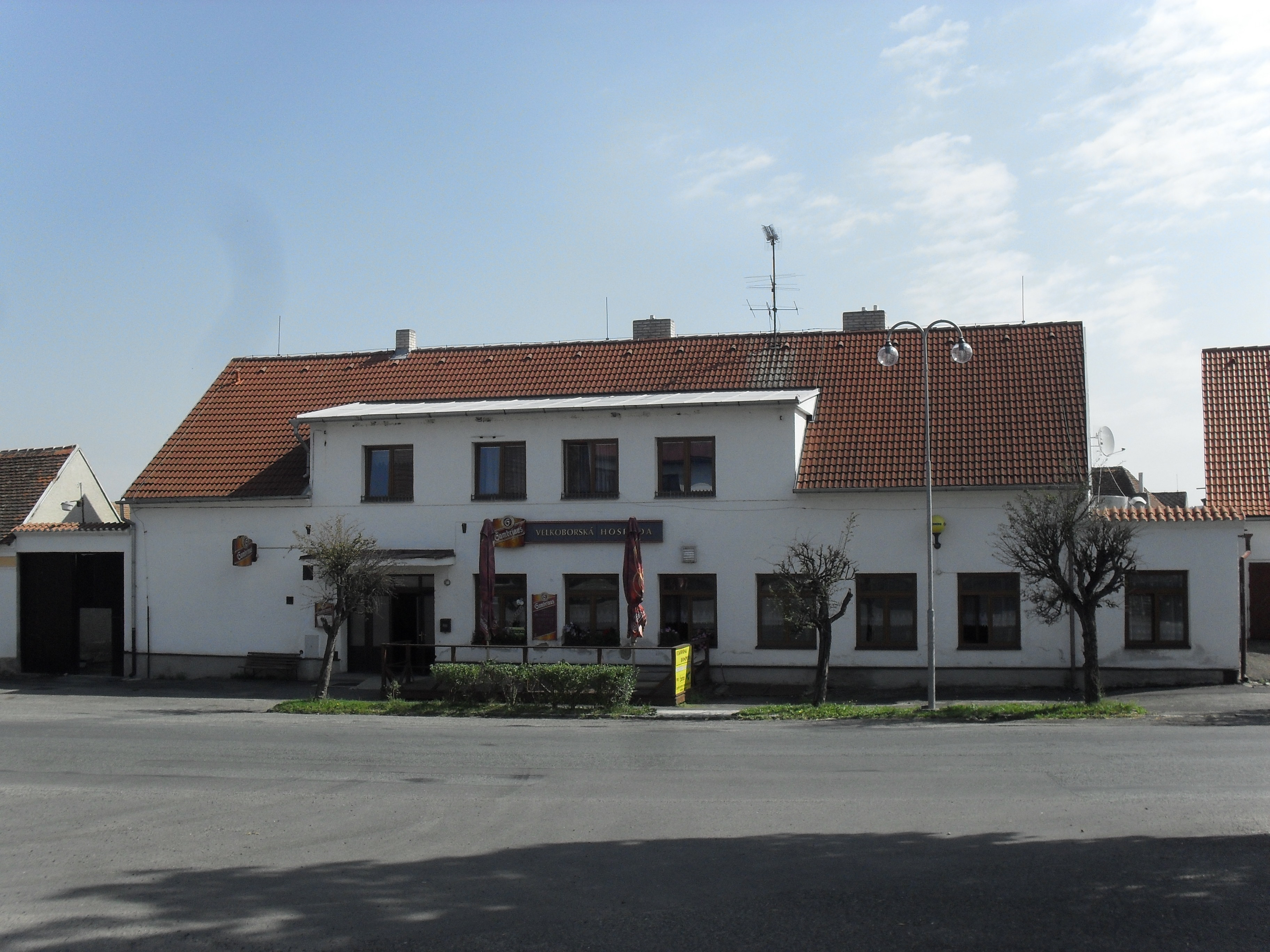
Velkoborská hospoda
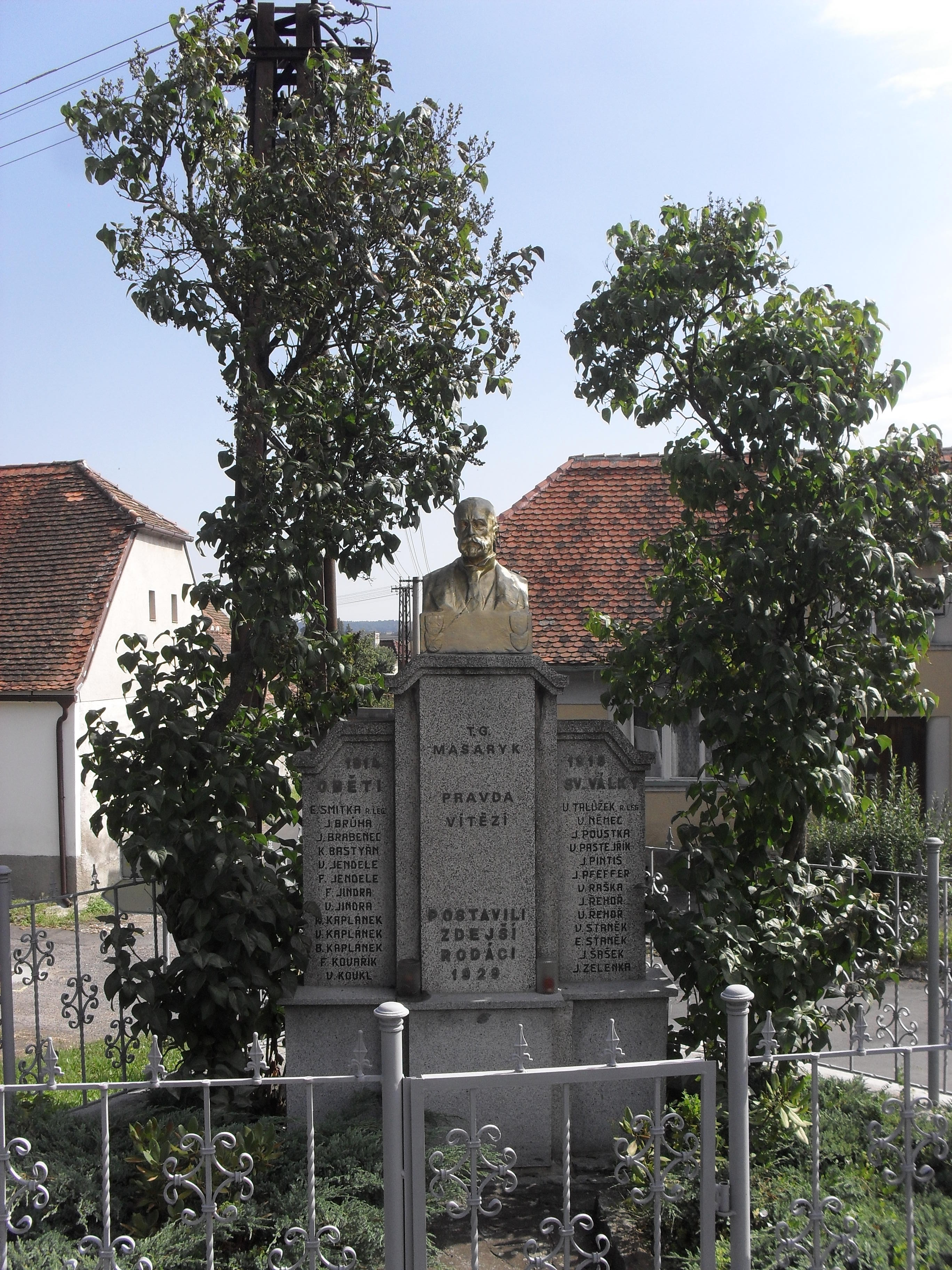
Jeden z památníků obětí první světové
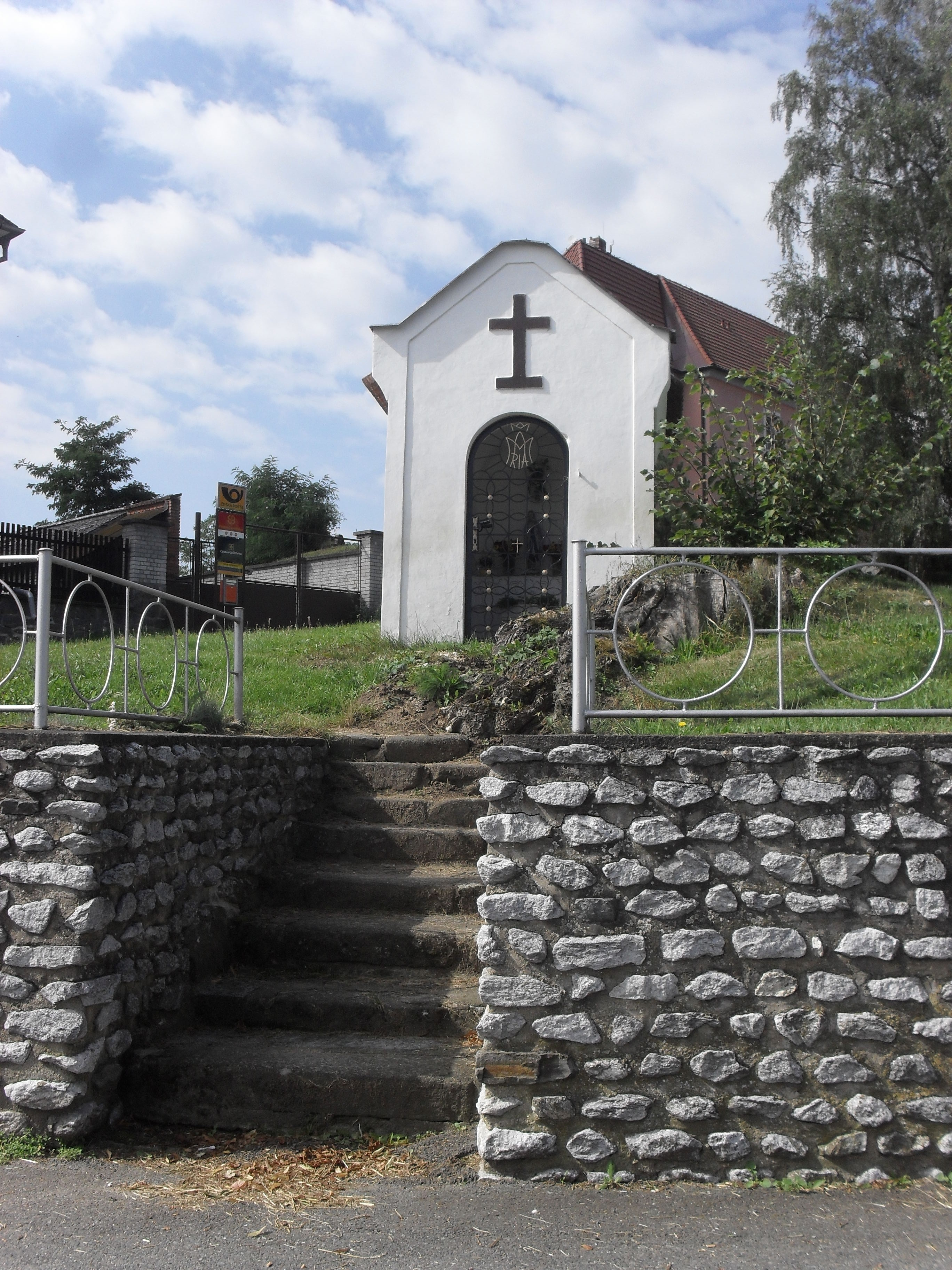
Kaplička a pařez stoleté lípy
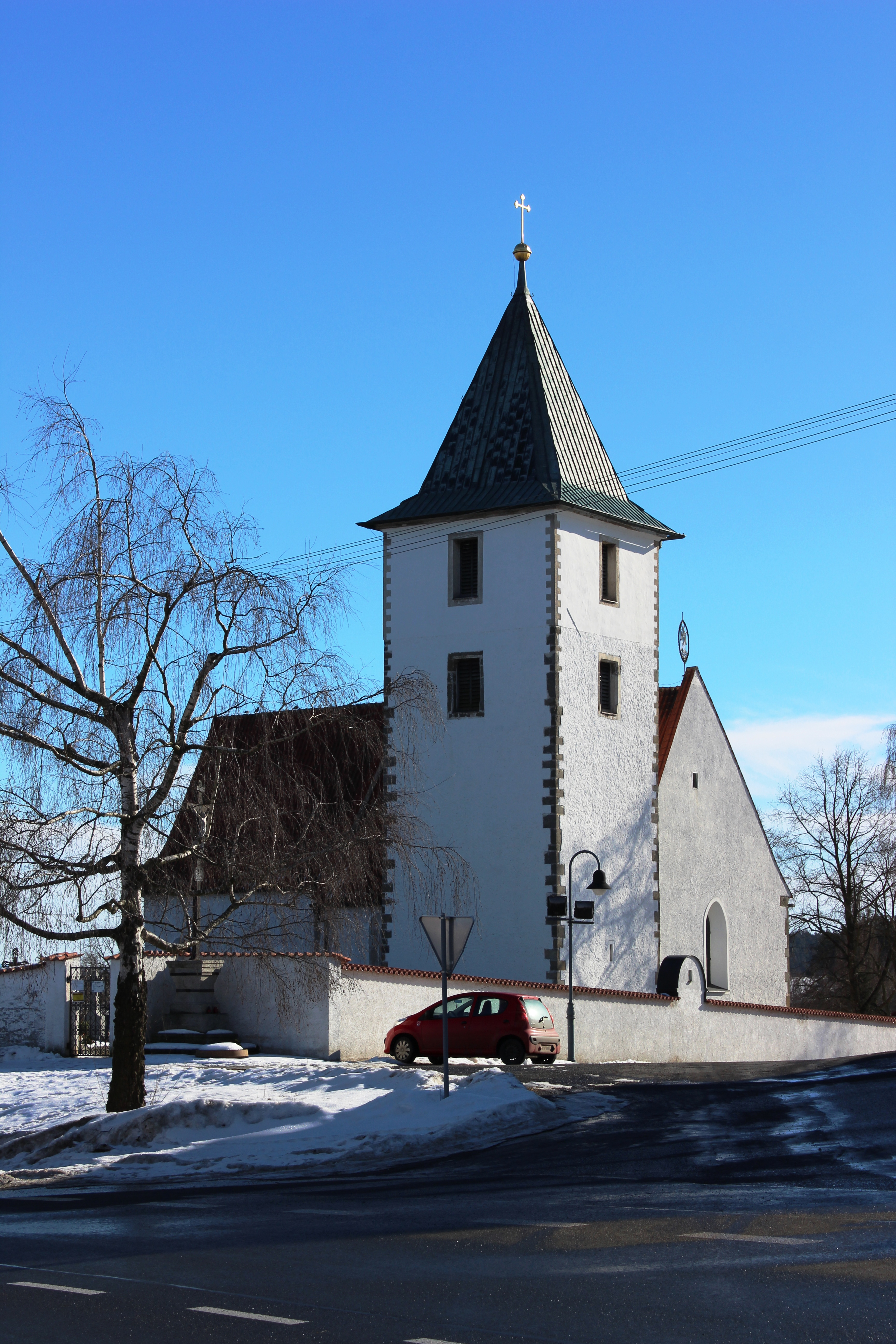
Kostel svatého Jana Křtitele
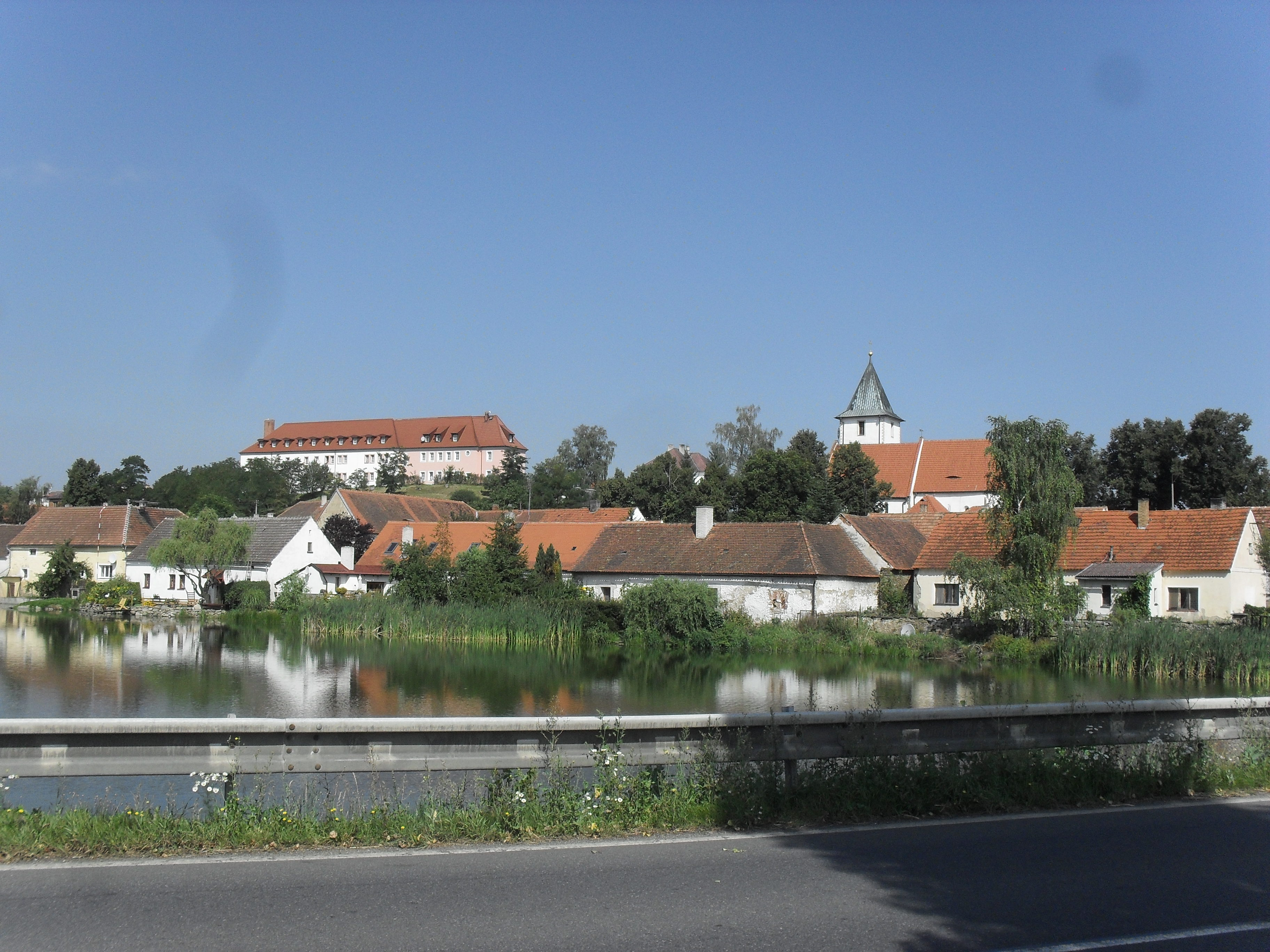
Celkový pohled na vesnici

## Rodáci
Ve Velkém Boru se narodil známý vynálezce pušky zadovky Sylvestr Krnka (1825) a malíř Bohumil Ullrych (1893).